# Proxima mobile
Proxima Mobile est un portail et un label français créé par la Délégation aux Usages de l'Internet (DUI) et inauguré le 18 février 2010 par Nathalie Kosciusko-Morizet pour promouvoir l'utilisation des applications mobiles pour l'ensemble des usagers. Il a été doté d’une enveloppe de 12 millions d’euros pour permettre le développement et la labellisation de ces applications.
L'objectif est de sélectionner des applications répondants à ces objectifs :
- Créer un bouquet de services sur mobiles utiles à l’ensemble des citoyens.
- Permettre aux publics les moins connectés (personnes âgées ou handicapées, personnes sous condition de ressources) de bénéficier plus largement des services et applications utiles de l’Internet mobile.
- Stimuler l’écosystème des services Internet sur mobiles qui est devenu un enjeu stratégique pour l’ensemble des acteurs de l’économie numérique.

Le portail Proxima Mobile a pour but de recenser les applications labellisées.